# Дванадесети конгрес на Съюза на македонските емигрантски организации
Дванадесетият редовен конгрес на Съюза на македонските емигрантски организации е проведен между 25 и 27 февруари 1934 година в София.

## История
Постепенно затихналата вълна на конфликта във ВМРО води да успокоение в редиците на емиграцията. Изменя се устава на организацията, като делегатите приемат в Национален комитет на македонските братства да участват седем действителни и седем допълнителни (съвещателни) членове. Новото ръководство е в състав Георги Кондов (председател), Стефан Димитров (подпредседател), Никола Габровски (секретар), Козма Георгиев (секретар), Христо Зографов (секретар), а Георги Османков и Никола Коларов са членове.
Подети са инициативи за създаване на музей на историята и етнографията на Македония в културния дом на организацията, но Деветнадесетомайския преврат ги осуетява.